# 85368 Elisabettacioni
85368 Elisabettacioni este o planetă minoră (asteroid) din centura de asteroizi. A fost descoperită pe 14 februarie 1996 la stazione osservativa di Asiago Cima Ekar⁠(d) de Ulisse Munari⁠(d). 
Obiectul prezintă o orbită caracterizată de o semiaxă mare de 2,4148469588904 UAi, o excentricitate de 0,215331664753, o înclinație de 1,5285616119988 ° în raport cu ecliptica.